# Léon Naka
Léon Naka (Divo, Costa de Marfil, 9 de febrero de 1942) es economista y financiero.

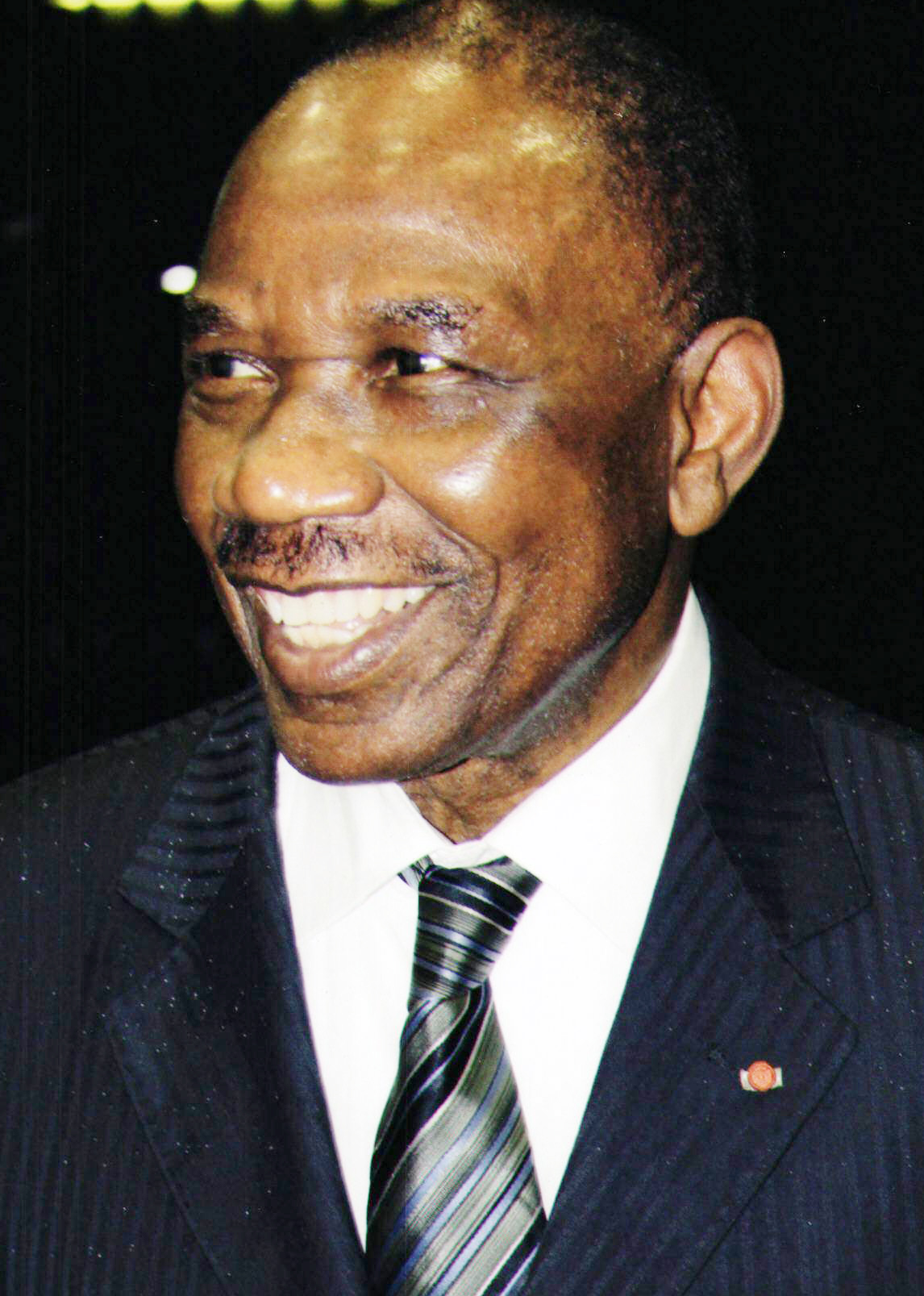
Léon Naka

Doctorado de Estado en ciencias económicas (Université Aix-Marseille III - Paul Cézanne- Aix-Provence), Diplomado Superior en estudios comerciales, administrativos y financieros (EM Normandie-le Havre) y Diplomado de estudios en contabilidad superior (Ecole Nouvelle d'Organisation Economique et Sociale-Paris). Tras acabar sus estudios académicos en Francia, regresa a Costa de Marfil, su país, donde ocupa ocupa el cargo de director general y después presidente-director general de la Caisse Autonome d’Amortissement de la Côte d’Ivoire (CAA). Posteriormente, se convierte en el presidente de la Bolsa de Abiyán y más tarde en presidente del Conseil Régional de l’Epargne Publique et des Marchés Financiers de l’UMOA. Ha sido Consejero dominical en varios bancos del grupo Bank of Africa, y Presidente del Consejo de Administración de Bank of Africa Costa de Marfil. Además, ha sido Profesor de economía y Decano de la Facultad de Ciencias Económicas de la Universidad de l’Atlantique d’Abidjan. Con su cargo en la Caisse Autonome d’Amortissement, se encargaba también de negociar los préstamos por Costa de Marfil y de gestionar la deuda pública marfileña. En este marco, fue vicegobernador en el Banco Mundial por Costa de Marfil.

## Premios
- Oscar del desarrollo (Mánager Africano del año 1992), “Honneur aux Mérites” (Premio «réseau international» adjudicado en Canadá en el año 1997)

## Honores
- Comandante de la orden Nacional del Mérito, Comandante de la orden Nacional del Mérito Agrícola de Costa de Marfil, Oficia de la Corona del Rey de los Belgas

- Datos: Q27567111